# Lucien Louman
Lucas Johannes (Lucien) Louman (Amsterdam, 14 november 1896 – Haarlem, 6 juli 1952) was een Nederlands bariton-bas.

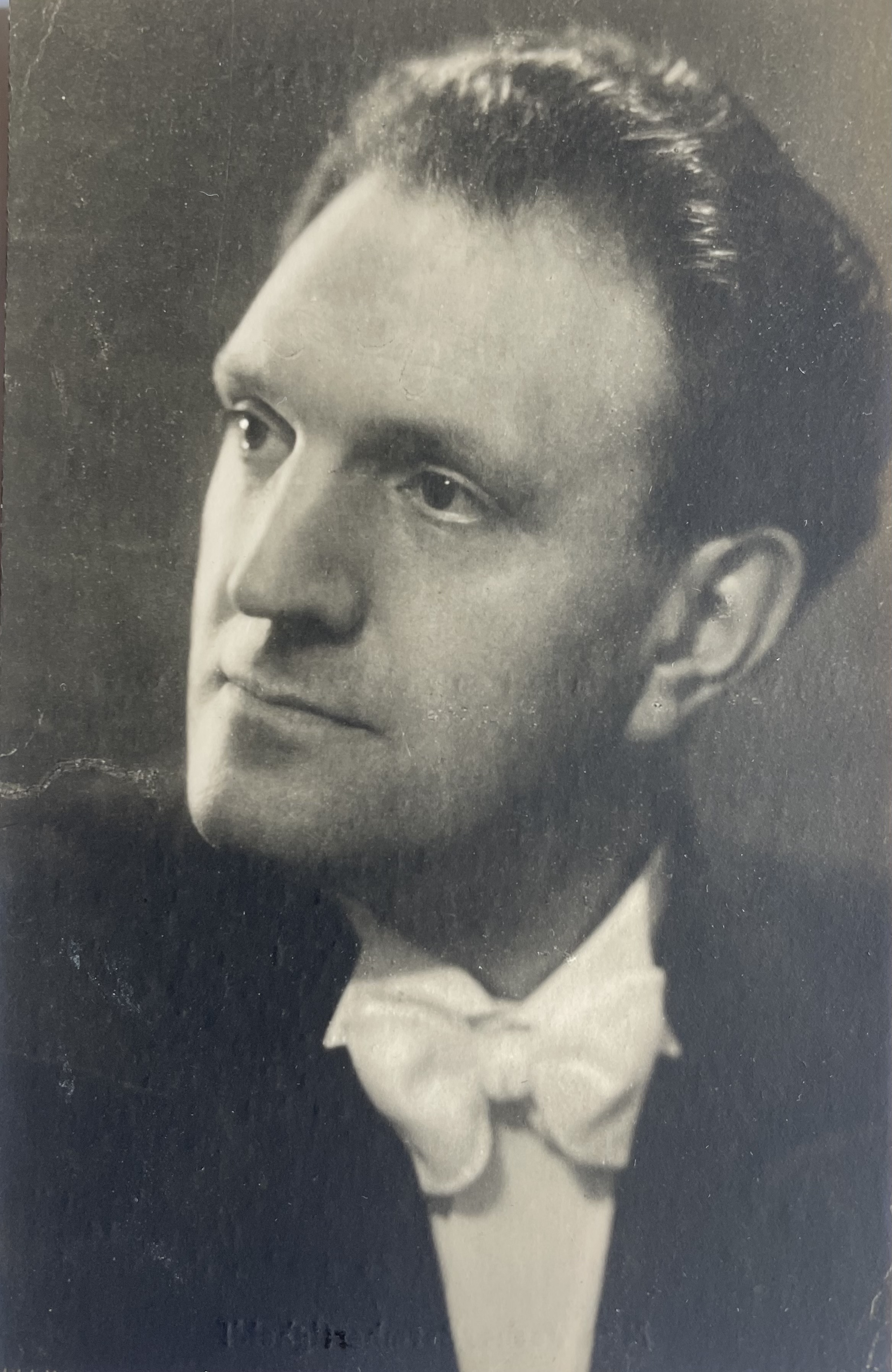
Lucien Louman (1896 - 1952)

Hij was zoon van Dieudonné Margaretha Baars (1866-1942) en Lucas Johannes Louman (1860-1933). Laatstgenoemde was winkelier en exploiteerde tot 1919 een tabak- en sigarenhandel aan de Zeedijk 131a (nu nummer 143) in Amsterdam. 

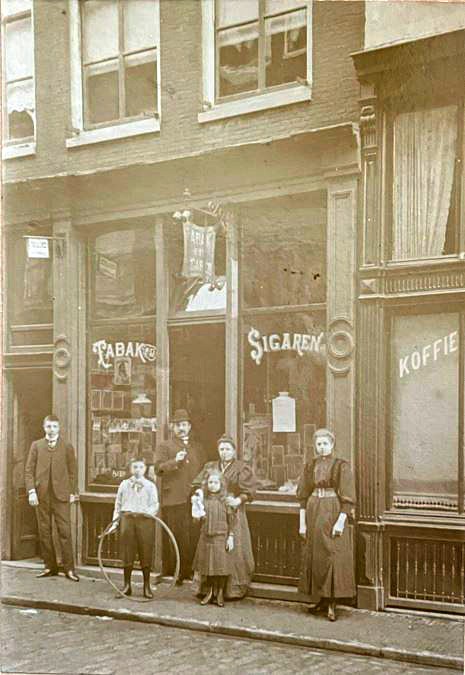
Amsterdam, Zeedijk 131a (nu nummer 143). LJ Louman senior met zijn gezin in 1909. Lucien Louman junior, de latere zanger, staat 2e van links.

 Lucien is in 1923 getrouwd met Geertruida (Truce) Vendel (1894-1993). Haar beroep was onderwijzeres "nuttige handwerken".
Lucien Louman, toen nog “Luuc” genoemd, was al op jonge leeftijd bezig met de zangkunst. Toen hij zong in het Sint-Alphonsuskoor werd zijn talent herkend door Hubert Cuypers, de toenmalige dirigent. Op 10 februari 1909 trad Luuc Louman, samen met dit koor, voor de eerste maal op in het Concertgebouw Amsterdam te Amsterdam. De bekende componist Alphons Diepenbrock, van wie het koor het "Paaschlied" zong, was een zeer tevreden getuige van dit optreden.
Genoemde Cuypers zou een rode draad blijven spelen in het leven van Louman. Hij was van 1921 tot 1938 (ondersteunend) lid en solist van het Schola Cantorum van genoemde Hubert Cuypers.
Het eerste grote productie waar Louman aan deelnam was op 5 mei 1925 in het Concertgebouw te Amsterdam: Hij zong de partij van een van de jezuïeten van “Boris Godounow” van Moussorgski.  
Vanaf de oprichting in 1937 (toen nog onder de naam "Pro Musica") tot en met ver in de Tweede Wereldoorlog was Louman lid van Felix de Nobel's Nederlands Kamerkoor, samen met andere grootheden als Corry Bijster, Greetje Koeman, Helène Ludolph, Roos Boelsma, Annie Hermes, Michel Gobets en Guus Hoekman.

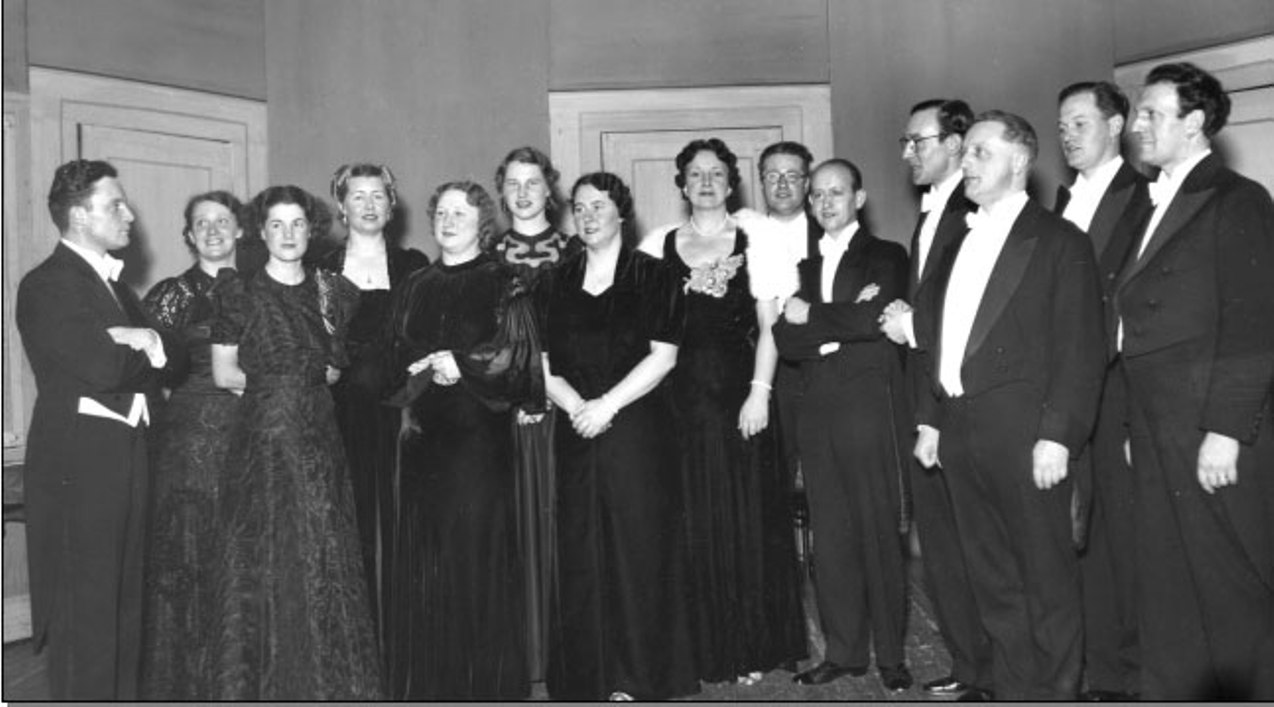
Felix de Nobel's Nederlands Kamerkoor. Lucien Louman staat uiterst rechts

Lucien Louman werd aanvankelijk opgeleid voor de handel. Hij heeft zo’n 20 jaar producten van firma's Jansen & Tilanus en W. van Enschot & Zn verkocht. Medio jaren twintig is hij, op aanraden van verschillende bekende musici, zang gaan studeren. Zijn eerste zanglessen ontving hij van Hendrik van Oort en, vanaf zijn verhuizing naar Haarlem eind 1927, van de aldaar gevestigde Amalia Hol, dochter van componist Richard Hol.  
Later studeerde hij nog korte tijd bij Rose Schönberg. Zelf vulde Louman in 1934 in een brief daarop aan dat hij ook “privaat onderricht” heeft gehad van, onder andere, Anthon van der Horst uit Hilversum (1899 - 1965).
Langzaam maar zeker verschoof de nadruk van handelsreiziger naar beroepszanger. Een van de middelen om bij mogelijke belanghebbenden in de kijker te spelen was de grammofoonplaat die hij bij Van Wouw “Klankopname Studio’s” aan de Heiligeweg 3 te Amsterdam had laten opnemen. Deze platen werd als promotiemateriaal aangeboden aan onder meer bekende dirigenten, componisten, oratoriumverenigingen en radio-omroepen. Ook hebben meerdere bekende muzikale Nederlanders aanbevelingen voor Lucien Louman geschreven, zoals Hubert Cuypers, Olivier Koop, Anthon van der Horst en Amalia Jacoba Schuil - Hol.

Hoewel als koorzanger en incidenteel op een wat groter podium, startte in 1934 een lang begeerde loopbaan waarin hij maar liefst 95 "passies" heeft gezongen. Hij is 11 jaar de vaste keus geweest in de meest indrukwekkende Mattheus Passion, in de Grote of Sint-Vituskerk van Naarden! Eveneens 95 maal heeft hij een radio-optreden verzorgd. Hij zong talloze oratoria en liederenavonden in het gehele land, van Maastricht tot Groningen, van Haarlem tot Enschede. Alles met de fiets of openbaar vervoer. Louman bezat geen auto. 

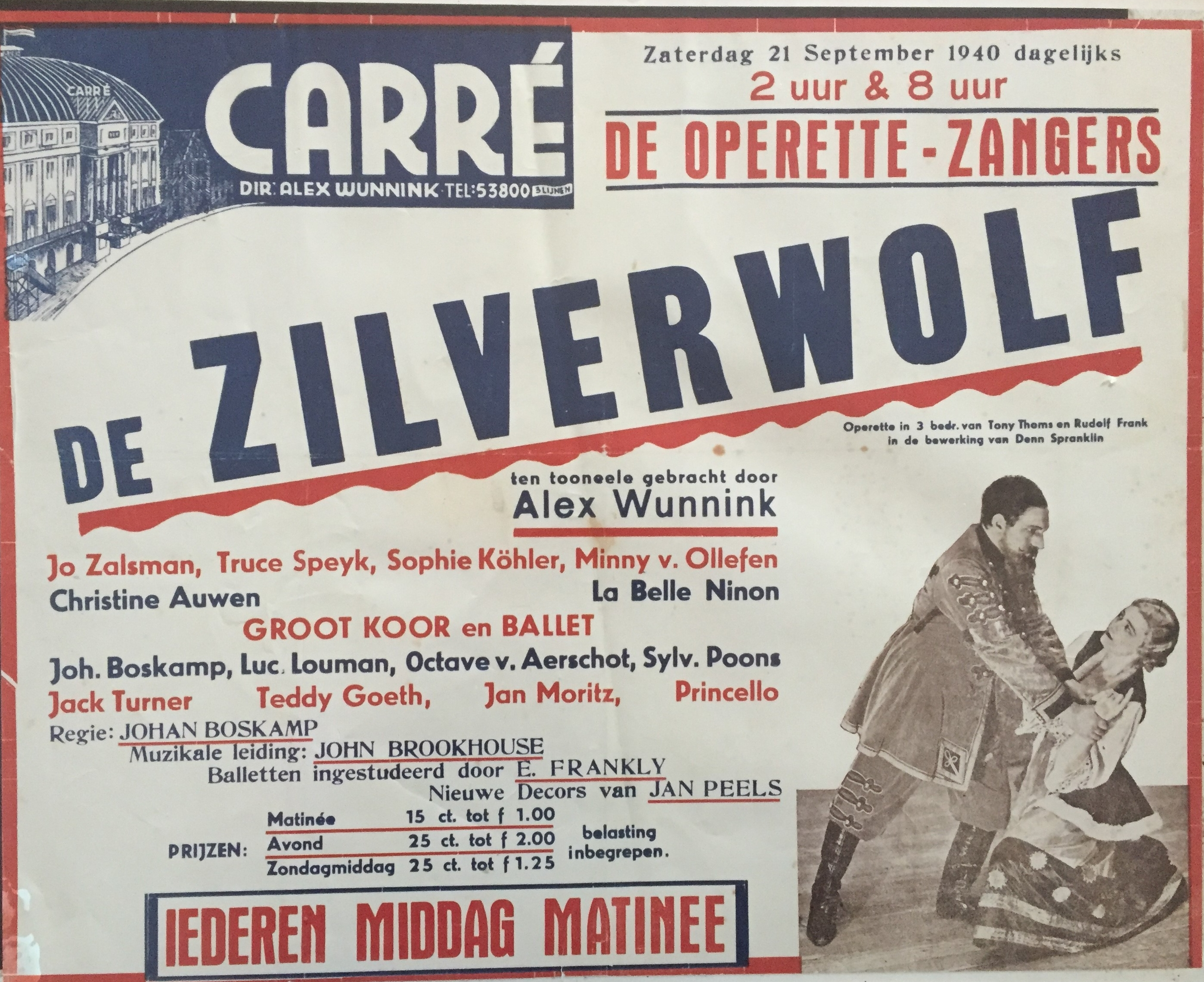
Aanplakbiljet De Zilverwolf in theater Carré te Amsterdam

Hij maakte muzikale "uitstapjes" naar Opera ("bijv. Hamlet"), Operette ("De Zilverwolf") en zelfs een Balletkomedie ("De Burger Edelman"). Hierbij heeft hij, niet onverdienstelijk, samengewerkt met acteurs en muzikanten die later uitgroeiden tot bekende TV persoonlijkheden zoals Sophie Köhler (de eerste "Saartje" uit de serie Swiebertje), Guus Hermus (de eerste "Burgemeester" uit Swiebertje) en Swiebertje zelf: Joop Doderer. Verder de acteur/zanger Sylvain Poons die veel mensen kennen van "De Zuiderzeeballade".  Ook waren Albert Mol en Kees Brusse ooit zijn collega's. Namen die het grote publiek nog bekend in de oren zullen klinken. Na de oorlog werkte hij frequent met de in Haarlem geboren Maastrichtse dirigent André Rieu sr., de vader van...
Tijdens zijn carrière gaf Louman ook zangles, bijvoorbeeld aan het door hemzelf opgerichte "Instituut voor Zangkunst" te Haarlem aan de Schotersingel 101. Per 1 december 1943 werd Lucien Louman nog benoemd als hoofdleraar zang aan de Nieuwe Muziekschool aan de Parkstraat te Utrecht, als opvolger van Louis van Tulder, die om gezondheidsredenen deze functie had neergelegd.

De oorlog was een moeilijke periode waarin Louman, vader van 9 kinderen, zijn beroep binnen de gegeven marges kon voortzetten. Zijn voornamelijk kerkelijke georiënteerde vakgebied en repertoire veranderde niet noemenswaardig. Wel veranderde het aantal optredens en was het steeds lastiger om te reizen. Het gezin Louman had daaronder veel te lijden. De oudste zoon moest onderduiken en de oudste dochters liepen de zogenoemde hongertochten om eten te verzamelen. In dit kader is het nieuwjaarsconcert dat op 1 januari 1945 plaatsvond in Hotel De Beurs in Hoofddorp een goed voorbeeld. De toegangsprijs kon (vanwege de hongerwinter) ook in natura worden betaald: 1 pond tarwe/tarwemeel of 1½ pond peulvruchten! Ook in Huize Louman aan de Schotersingel in Haarlem speelde de hongerwinter parten. 

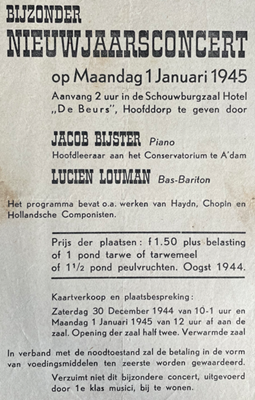
Aanplakbiljet nieuwjaarsconcert 1 jan 1945. Hotel De Beurs in Hoofddorp

In de eerste jaren na de oorlog krabbelde de branche langzaam op. De eerste maanden bleef het bij wat radio optredens, bevrijdingsconcerten en liederenavonden in de regio. Pas in november 1945 stond Louman weer in een grotere productie in het Concertgebouw in Amsterdam. Na een solo-optreden op 20 februari 1946 in "Die Schöpfung” van Joseph Haydn in Harlingen mocht hij een goede week later soleren in het  "Te Deum" van Anton Bruckner, door het Utrechts Stedelijk Orkest en Koor Katholiek Utrecht, ter gelegenheid van de inhuldiging van Mgr. Johannes de Jong tot Kardinaal, in de Concertzaal Tivoli in Utrecht. Een optreden dat Lucien Louman als zéér eervol zal hebben ervaren. Het oude niveau van vóór de oorlog werd niet meer bereikt. 

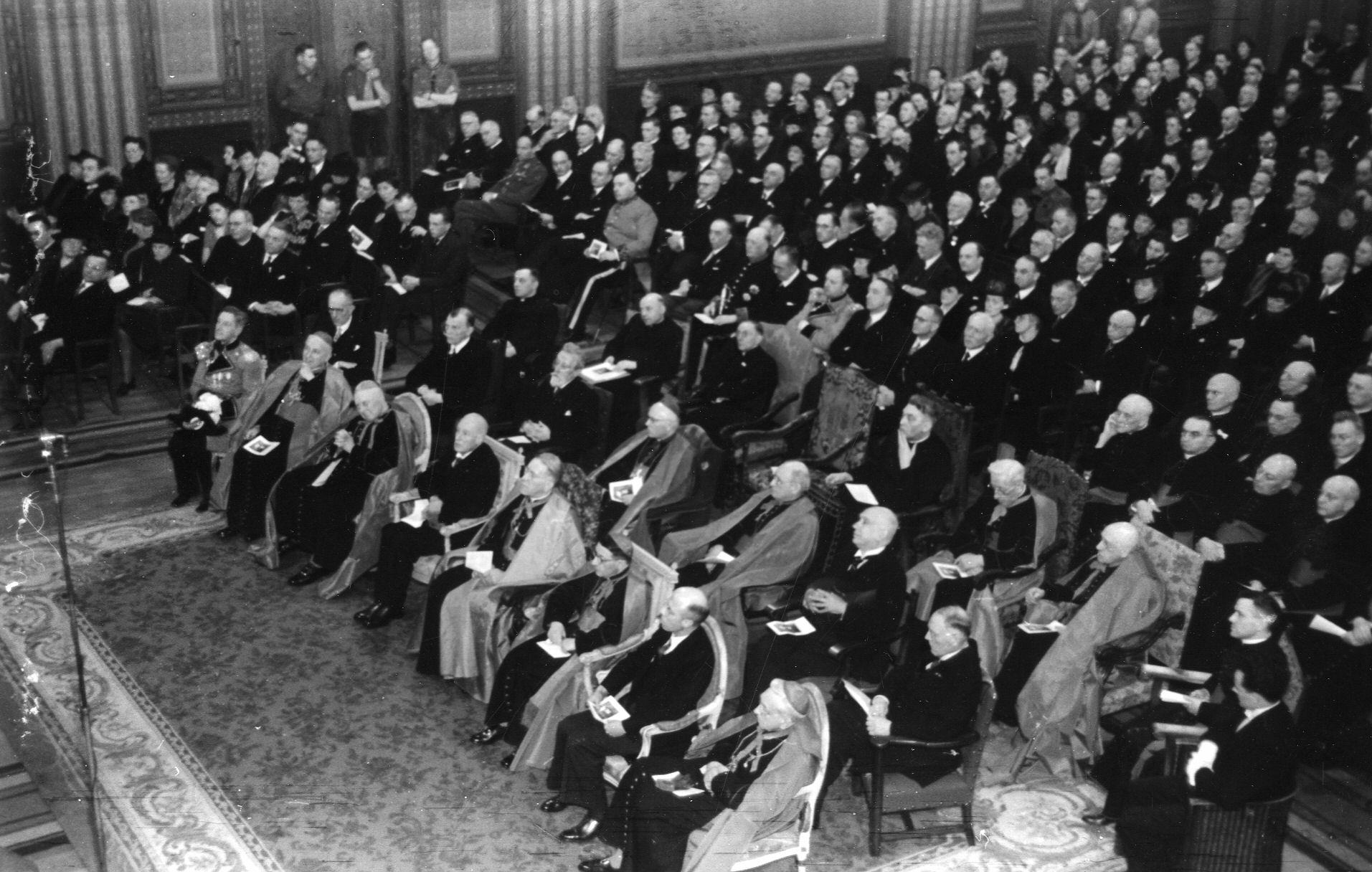
Inhuldiging van Mgr. De Jong als Kardinaal, in de Concertzaal Tivoli in Utrecht op 28 februari 1946

Vlak na de oorlog kreeg Lucien Louman ook zijn eerste ziekteverschijnselen. Hij was een gal- en maagpatiënt en regelmatig te ziek om op te treden. Uit de recensies van zijn steeds spaarzamer wordende optredens komt ook naar voren dat Louman vaak zijn oude, krachtige, niveau niet meer kon bereiken. Hij kon en wilde steeds vaker geen lange termijn afspraken meer maken. Een solist kon zich nu eenmaal niet zo gemakkelijk laten vervangen bij ziekte. Ook het reizen viel hem steeds zwaarder. Hij had zoals eerder aangehaald niet de beschikking over een auto en moest dus alles met het openbaar vervoer doen. 
Het laatste optreden van Lucien Louman dat de publiciteit haalde was op 24 juni 1950, een radio-optreden in het programma "Uit en Thuis", met Lola van der Ben en het Omroepkoor. 
Hierna heeft hij nog één keer op een podium gestaan. Op 22 juni 1951, bijna exact een jaar vóór zijn overlijden, zong hij de baritonpartij in Perosi’s requiem mis ter gelegenheid van de uitvaart van zijn buurtgenoot Hendrik Meeusen in de parochiekerk van het Heilig Hart aan de Kleverparkweg te Haarlem.
Louman overleed na een lang ziekbed op 6 juli 1952 in het Sint Johannes de Deoziekenhuis in Haarlem. Hij werd begraven op de Begraafplaats Sint Barbara (Soendaplein, Haarlem), alwaar in 1953 op initiatief van onder andere Hubert Cuypers (schreef Justorum Animae ter nagedachtenis van Louman), Paul Broersen, Marcel Diriecks en Olivier Koop een gedenksteen werd geplaatst; een borstreliëf in brons. [2] [3]
Hubert Cuypers sprak daarbij een herdenkingswoord. 

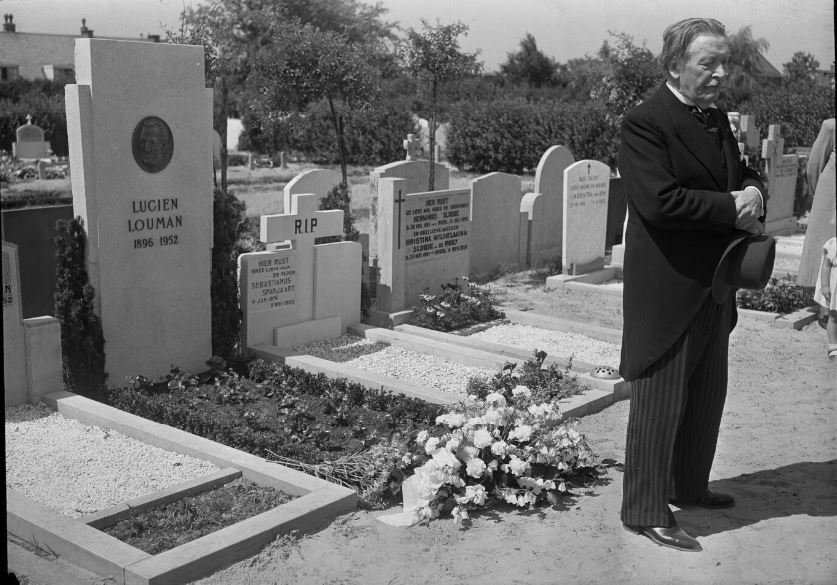
Hubert Cuypers bij de plaatsing van de steen op het graf van Lucien Louman op 28 juni1953.